# Nationale Vergadering (Mauritius)
De Nationale Vergadering (Frans: Assemblée nationale; Engels: Nationale Assembly) is het eenkamerparlement van Mauritius. Het parlement telt 70 leden waarvan er 62 worden gekozen middels het meerderheidsstelsel. De overige 8 leden zijn de verliezende kandidaten in de 21 kiesdistricten die het qua stemmenaantal het best hebben gedaan (best losers); zij worden benoemd door het hooggerechtshof.
De directe voorloper van de Nationale Vergadering was de Wetgevende Raad (Conseil législatif/ Legislative Council) die tijdens de laatste fase Britse koloniale periode werd opgericht (1958). In In 1992 werd Mauritius een republiek en de naam van Wetgevende Raad gewijzigd in Nationale Vergadering. Het land is een stabiele parlementaire democratie met al sinds de onafhankelijkheid een meerpartijenstelsel. Het land kent dan ook een veelheid aan politieke partijen waarvan een deel vertegenwoordigd is in de Nationale Vergadering. Ideologie speelt op de achtergrond zeker een rol, maar de partijen vertegenwoordigen in de eerste plaats een bevolkingsgroep of communauté (hindoes, Europeanen, creolen etc.).
De Mouvement socialiste militant/Militant Socialist Movement (MSM) werd bij de parlementsverkiezingen van 2019 met 37 zetels de grootste partij. De MSM vormt met enkele kleinere partijen een regering. De voornaamste oppositiepartij, de Labour Party/Parti traivailliste (MLP) heeft 13 zetels. Voorzitter van de Nationale Vergadering is Sooroojdev Phokeer. Een voorzitter hoeft niet per definitie lid te zijn van de Nationale Vergadering, maar kan ook een persoon zijn die van buitenaf wordt aangetrokken voor deze functie.

## Parlementsgebouw
Het parlementsgebouw in Port Louis is een voorbeeld van brutalistische architectuur en dateert van 1978.

## Zetelverdeling

Zetelverdeling na de verkiezingen van 2019

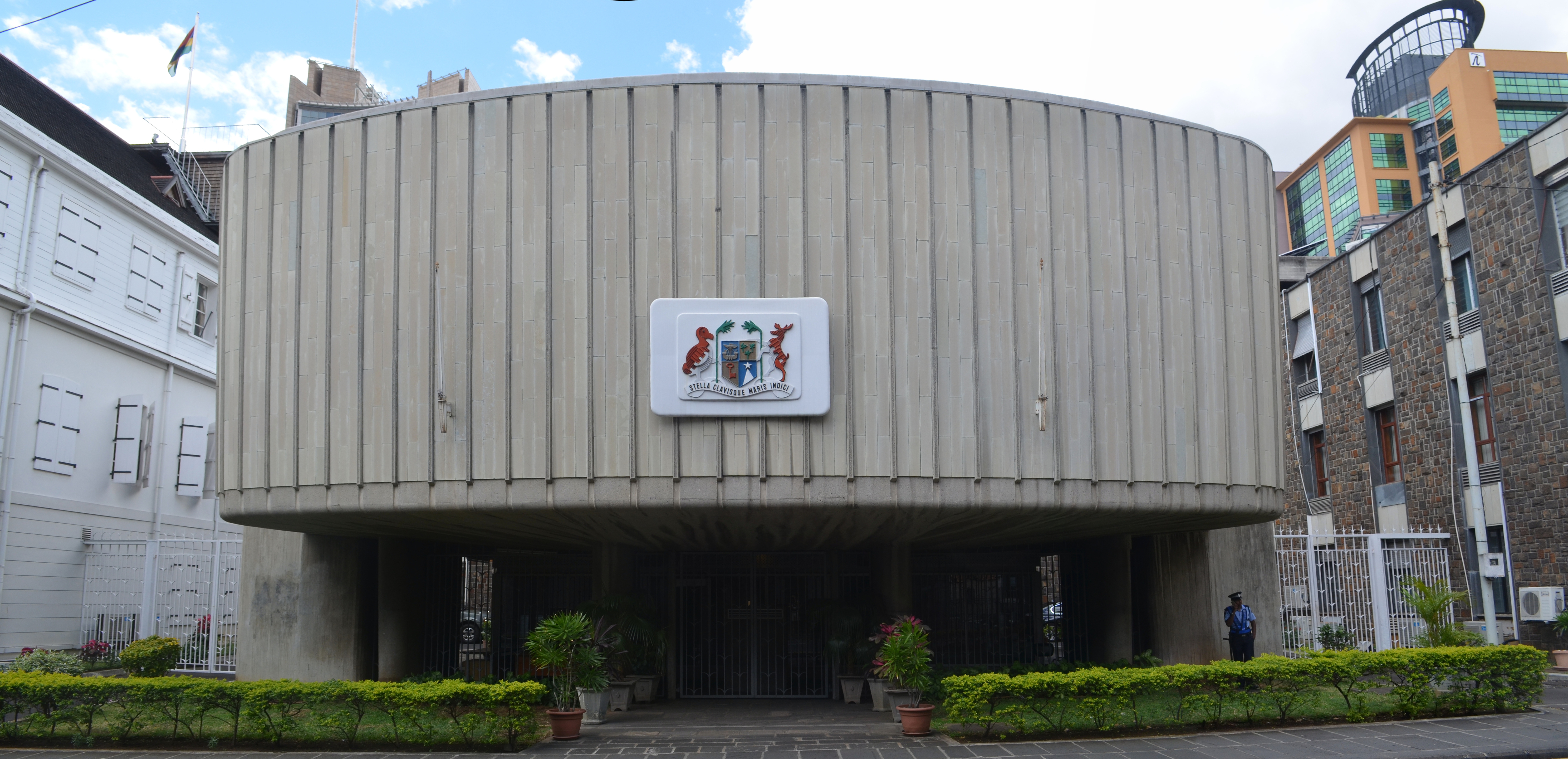
Het parlementsgebouw in Port Louis